# Salikenne
Salikenne (Schreibvariante: Selikene oder Salikenni) ist eine Ortschaft im westafrikanischen Staat Gambia.
Nach einer Berechnung für das Jahr 2013 leben dort etwa 3704 Einwohner, das Ergebnis der letzten veröffentlichten Volkszählung (Zensus) von 1993 betrug 3560.

## Geographie
Salikenne liegt ungefähr 14 Kilometer östlich von Kerewan und 42 Kilometer westlich von Farafenni entfernt. Der Ort, in der North Bank Region im Distrikt Central Baddibu, liegt am nördlichen Ufer des Gambia-Flusses. Von der North Bank Road führt eine Straße, bei Nja Kunda, neun Kilometer südlich nach Salikenne.

## Einrichtungen
Seit 2008 gibt es in dem Ort die Salikenni Nursery School, einen von dem deutschen Verein Zukunft in Salikenni e. V. getragenen Kindergarten, in dem 150 Kinder betreut werden.

## Söhne und Töchter des Ortes
- Abou Karamba Kassamba († 2001), Politiker